# Барбара Палвин
Барбара Палвин (мађ. Palvin Barbara; рођена 8. октобар 1993) мађарска је манекенка и глумица. Први едиторијал је имала са 13 година за Spur Magazine од тада била је на насловним странама L'Officiel, Vogue Russia, Marie Claire Italy и Glamour Hungary. Фебруара 2012 постала је амбасадор козметичке фирме L'Oréal. Такође је била модел за Викторија сикрет, Armani Exchange, H&M и Pull and Bear.